# 케이슨

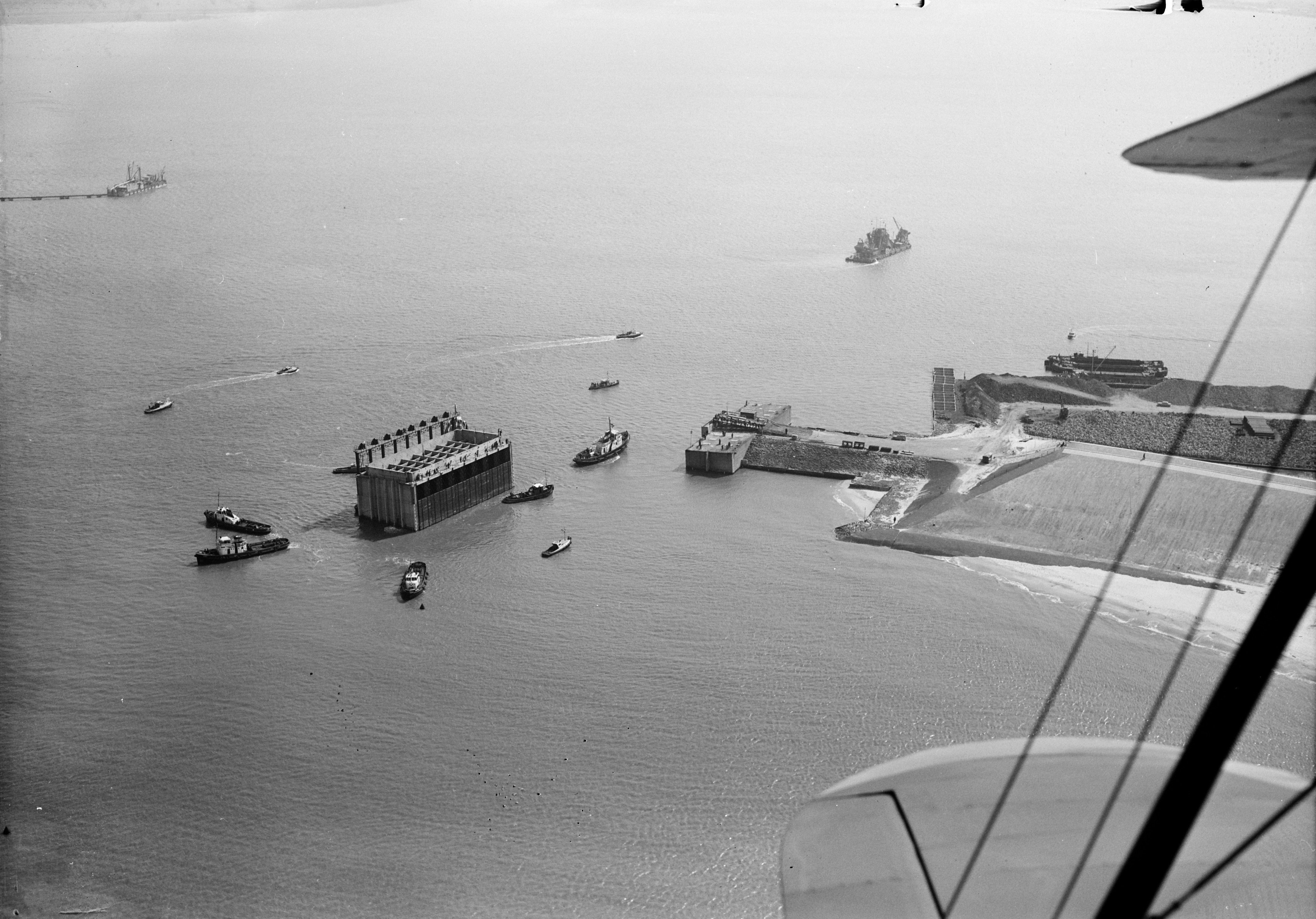
배들이 케이슨을 끌고 가고 있다. 1961년 촬영

케이슨(영어: caisson)은 수중 구조물이나 기초를 구축하기 위하여 육상 또는 수상에서 만들어진 중공형태의 구조물로, 자중 또는 외력을 가하여 소정의 위치까지 침하시킨다. 항만의 안벽과 방파제로 사용한다.

## 과정
케이슨 공법의 과정은 크게 육상에서의 케이슨 제작과 해상에서의 케이슨 설치로 이루어진다. 육상에서 케이슨의 바닥판을 만들고 벽체를 세운 후 콘크리트 양생 및 플로팅 독에 케이슨을 선적한다. 즉 속이 빈 상자 형태로 제작해 해상으로 옮기는데, 케이슨을 운반해 바다에 가라앉힌 후 흙, 모래 등으로 속을 채우면 대형 컨테이너선이 컨테이너를 싣고 내릴 수 있는 접안 공간이 된다. 더불어 해일, 지진 등의 다양한 해양 환경을 제어할 수 있을 만큼 견고해야 하기 때문에 고도의 기술력이 필요하다.

## 종류
- 오픈 케이슨(우물통, 정통 기초) : 바닥이 없는 원통 모양의 상자 내부를 굴착하면서 침하시킴.
- 공기 케이슨(pneumatic caisson) : 케이슨 하부에 기밀한 작업공간을 만들고 그 속에 압축공기로 지하수를 배제하면서 인력 또는 특수한 기계를 이용하여 침하시킴.
- 박스케이슨 : 속이 빈 박스 모양의 케이슨을 육상에서 제작하고, 물에 띄워 배를 이용해 끌고 간 뒤, 하중을 재하하여 침하시켜 설치함.

## 오픈 케이슨 거치 방법
거치방법은 축도식, 발판식(비계식), 예항식이 있다.
- 축도식 : 시트 파일을 이용해 물막이 후 가운데 작은 섬을 만들고 그 위에 케이슨을 놓고 침하시켜 설치.
- 발판식(비계식) : 비계를 설치하고 거기서 케이슨을 만들어 설치.
- 예항식 : 육상에서 만든 케이슨을 배를 이용해 끌고와 설치.

## 오픈 케이슨 침하조건
아래 식을 만족하면 침하가 일어나 오픈 케이슨을 시공할 수 있다.
{\displaystyle W>F+Q+B}
- W : 케이슨 수직하중(자중, 재하중) (t)
- F : 총 주면마찰력(t)
- Q : 케이슨 선단부 지지력(t)
- B : 부력(t)

## 오픈 케이슨 단점
오픈 케이슨은 공기 케이슨에 비해 아래와 같은 단점이 있다.
- 굴착 시 히빙, 보일링 우려
- 저면 콘크리트 불충분 양생 우려
- 케이슨 경사 우려
- 전석층 있을 때 침하 지연

## 오픈 케이슨 편위
아래의 경우 오픈 케이슨 침하 시 편위가 일어난다.
- 파랑, 유수에 의한 수평하중
- 호박돌, 전석층이 있는 경우
- 재하중이 불균등한 경우
- 지층 경사

## 공기 케이슨 침하조건식
아래 식 만족 시 공기 케이슨을 침하시킬 수 있다.
{\displaystyle W>U+F+Q+B}
- W : 케이슨 수직하중(자중+재하중)
- U : 작업공기에 의한 양압력
- F : 총 주면마찰력
- Q : 선단지지력
- B : 부력

## 적용 기술

### 공장형 슬립폼 공법
현대건설이 세계 최초로 적용한 기술로, 컨베이어 벨트가 설치된 자동차 생산 라인처럼 케이슨을 제작할 수 있는 케이슨 생산 기술. 국내외 모두 케이슨 제작 표준으로 현대건설 기술을 삼고 있다.

### 콘크리트 온도 균열 저감 양생 공법
콘크리트 양생 도중 발생할 수 있는 온도 균열을 방지하는 기술. 콘크리트 구조물 중심과 표면부에 온도 측정 센서를 설치하고 자동으로 온수를 공급한다. 내외부 온도차를 능동적으로 관리해 대형 구조물의 균열을 효과적으로 막는다. 현대건설이 최초 개발했다.

## 시공 항만

### 국내 주요 항만
부산신항, 울산항 동방파제, 삼척 생산기지 부두, 인천항 국제여객부두 2단계, 인천신항 1-2단계 컨테이너 부두 축조 공사(진행 중)

### 해외 주요 항만
리비아 라스라누프 항만 공사(1983년 준공), 태국 사타힙 수리조선소 공사(2000년 준공), 싱가포르 주롱섬 연륙로 공사(2000년 준공), UAE 칼리파 항만(2012년 준공), 스리랑카 콜롬보 항만(2012년 준공), 싱가포르 파시르 판장 컨테이너 터미널 공사(2015년 준공), 싱가포르 투아스 핑거1 매립 공사(2019년 준공), 쿠웨이트 알주르 LNG 수입 터미널(2021년 준공)

## 참고 자료
- 네이버 블로그 - 피어, 케이슨 기초
- 박영태 (2019). 〈토질 및 기초공〉. 《토목기사 실기》. 세진사.